# لیکوی خطدار پانای
لیکوی خطدار پانای (نام علمی: Zosterornis latistriatus) نام یک گونه از سرده لیکوی خطدار است.